# Аллигейтор-Понд
Аллигейтор-Понд (англ. Alligator Pond, с англ. — «Пруд Аллигатора») — рыбацкая деревня в приходе Сент-Элизабет, графство Корнуолл, Ямайка.

## Описание
Деревня расположена на южном берегу Ямайки на берегу одноимённой бухты. Поселение вытянуто вдоль береговой линии примерно на 2 километра, в центральной части оно уходит вглубь острова примерно на 500 метров. Жители Аллигейтор-Понд заняты рыболовством: мужчины приносят улов, женщины его продают. Деревня известна своим пляжем, на котором не только сушатся многочисленные лодки рыбаков, но также функционируют несколько кафе и баров под открытым небом.
Самое известное из таких заведений — ресторан Little Ochie, работающий с 1989 года, который представляет собой несколько хижин, сделанных из корпусов лодок и с крышей из пальмовых листьев. Он интересен тем, что меню в нём зависит от фазы Луны, а еда — исключительно морепродукты — продаётся на вес, независимо от того, каков был заказ: креветки, осьминоги, крабы, моллюски, рыба и т. д. По данным 2006 года, в ресторане одновременно могут находиться около 400 посетителей.
Своё название, Аллигейтор-Понд, деревня получила в связи с тем, что холмы, хорошо видимые с пляжа, напоминают спину этого пресмыкающегося. Аллигаторы в окру́ге не водятся.